# Науковий синтез
Синтез (від грец. συνθεσις — поєднання, з'єднання, складання) — поєднання абстрагованих сторін предмета і відображення його як конкретної цілісності; метод вивчення об'єкта у його цілісності, у єдиному і взаємному зв'язку його частин. У процесі наукових досліджень синтез пов'язаний з аналізом, оскільки дає змогу поєднати частини предмета, розчленованого у процесі аналізу, встановити їх зв'язок і пізнати предмет як єдине ціле.